# Pierrerue (Hérault)
Pierrerue è un comune francese di 285 abitanti situato nel dipartimento dell'Hérault nella regione dell'Occitania.

## Società

### Evoluzione demografica
Abitanti censiti